# Чемпіонат світу з фігурного катання 2025
Чемпіонат світу з фігурного катання 2025 — змагання з фігурного катання, яке відбулося з 25 по 30 березня 2025 року в Бостоні, США. Медалі розігрувалися в чоловічому одиночному катанні, жіночому одиночному катанні, парному катанні та танцях на льоду. Змагання визначатимуть квоти для кожної федерації ковзанярського спорту на Чемпіонат світу 2026 року та Зимові Олімпійські ігри 2026 року.

## Кваліфікація

### Вік та мінімальні вимоги TES
Фігуристи мають право брати участь у Чемпіонаті світу 2025 року, якщо їм виповнилося 17 років до 1 липня 2024 року та вони виконали мінімальні вимоги щодо набору технічних елементів. Міжнародний союз ковзанярів приймає мінімальні технічні бали, якщо вони були отримані на визнаних ним міжнародних змаганнях старшого рівня протягом поточного сезону принаймні за 21 день до першого офіційного тренувального дня чемпіонату або протягом попереднього сезону.
| Дисципліна     | Бали |
| -------------- | ---- |
| Чоловіки       | 104  |
| Жінки          | 90   |
| Пари           | 88   |
| Танці на льоду | 94   |

### Кількість записів на дисципліну
За результатами Чемпіонату світу 2024 року кожна країна-членкиня ISU могла подавати від однієї до трьох заявок на дисципліну. Росії та Білорусі було заборонено брати участь через вторгнення Росії в Україну.
| Квоти | Чоловіки                                | Жінки                     | Пари                                 | Танці на льоду                                       |
| ----- | --------------------------------------- | ------------------------- | ------------------------------------ | ---------------------------------------------------- |
| 3     | Японія США                              | Японія Південна Корея США | Канада Німеччина Японія              | Канада США                                           |
| 2     | Франція Італія Швейцарія Південна Корея | Бельгія Швейцарія         | Австралія Грузія Угорщина Італія США | Чехія Фінляндія Франція Велика Британія Італія Литва |

## Розклад
Розклад вказано за часом UTC–4.
| Дата                 | Дисципліна     | Час   | Сегмент           |
| -------------------- | -------------- | ----- | ----------------- |
| Середа, 26 березня   | Жінки          | 11:05 | Коротка програма  |
| Середа, 26 березня   | Пари           | 18:45 | Коротка програма  |
| Четвер, 27 березня   | Чоловіки       | 11:10 | Коротка програма  |
| Четвер, 27 березня   | Пари           | 18:15 | Довільна програма |
| П'ятниця, 28 березня | Танці на льоду | 11:20 | Ритм-танець       |
| П'ятниця, 28 березня | Жінки          | 18:00 | Довільна програма |
| Субота, 29 березня   | Танці на льоду | 13:30 | Довільний танець  |
| Субота, 29 березня   | Чоловіки       | 18:00 | Довільна програма |
| Неділя, 30 березня   | Н/Д            | 14:00 | Гала-шоу          |

## Результати

### Чоловіче одиночне катання

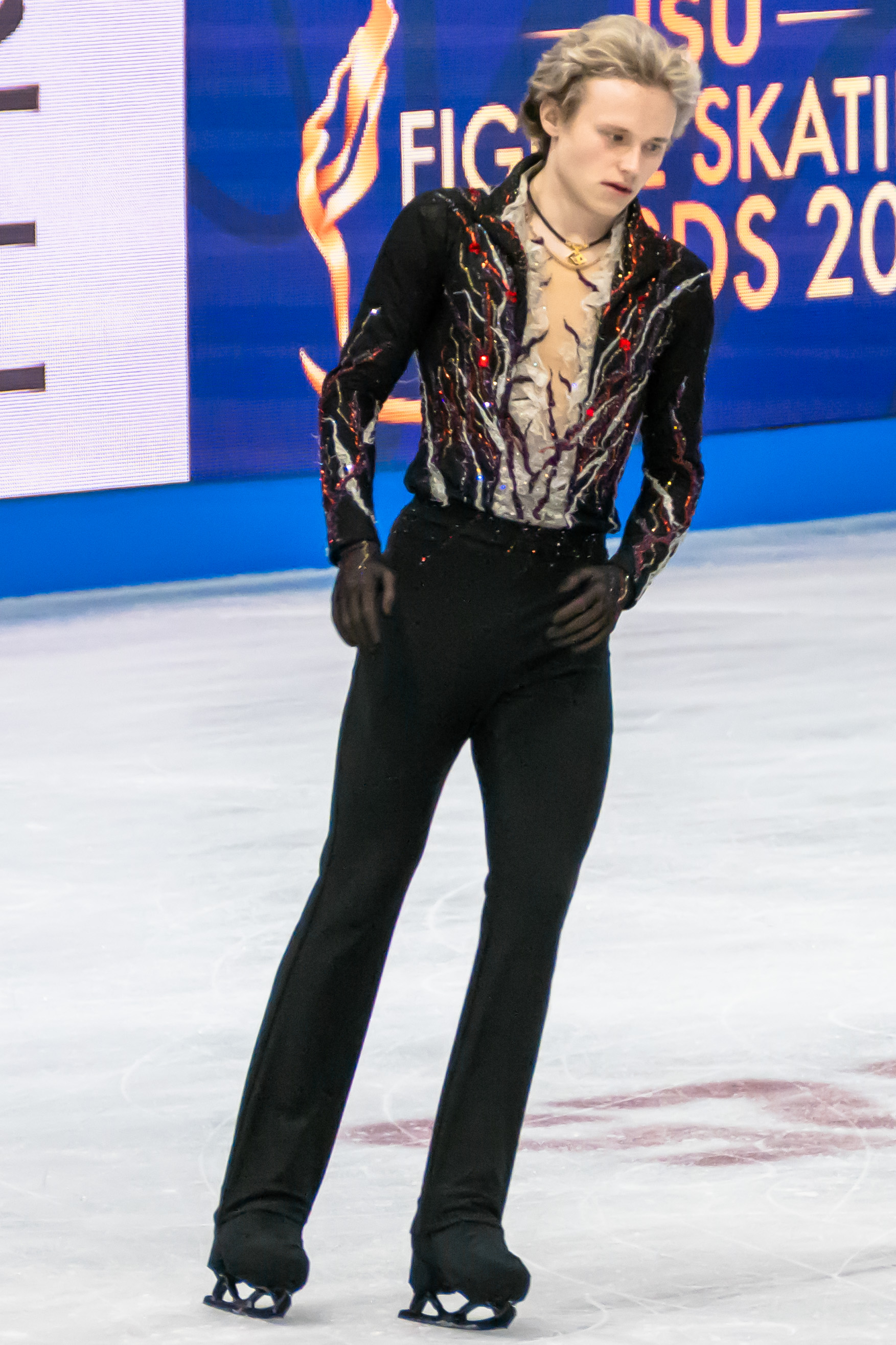
Чемпіон світу серед чоловіків Ілля Малінін

| Місце | Фігурист                     | Країна            | Бали   | Коротка програма | Коротка програма | Довільна програма                | Довільна програма                |
| ----- | ---------------------------- | ----------------- | ------ | ---------------- | ---------------- | -------------------------------- | -------------------------------- |
| 1     | Ілля Малінін                 | США               | 318.56 | 1                | 110.41           | 1                                | 208.15                           |
| 2     | Михайло Шайдоров             | Казахстан         | 287.47 | 3                | 94.77            | 2                                | 192.70                           |
| 3     | Юма Кагіяма                  | Японія            | 278.19 | 2                | 107.09           | 10                               | 171.10                           |
| 4     | Адам Сяо Гім Фа              | Франція           | 275.48 | 9                | 87.22            | 3                                | 188.26                           |
| 5     | Кевін Аймо                   | Франція           | 272.52 | 4                | 93.63            | 7                                | 178.89                           |
| 6     | Сун Сато                     | Японія            | 270.56 | 5                | 91.26            | 6                                | 179.30                           |
| 7     | Джун Хван Чха                | Південна Корея    | 265.74 | 10               | 86.41            | 5                                | 179.33                           |
| 8     | Джейсон Браун                | США               | 265.40 | 12               | 84.72            | 4                                | 180.68                           |
| 9     | Ніка Еґадзе                  | Грузія            | 263.03 | 6                | 90.39            | 8                                | 172.64                           |
| 10    | Микола Мемола                | Італія            | 255.13 | 7                | 87.89            | 11                               | 167.24                           |
| 11    | Денис Васильєв               | Латвія            | 252.26 | 16               | 79.99            | 9                                | 172.27                           |
| 12    | Лукас Брічгі                 | Швейцарія         | 244.19 | 11               | 85.83            | 14                               | 158.36                           |
| 13    | Даніель Грассль              | Італія            | 242.31 | 14               | 80.47            | 12                               | 161.84                           |
| 14    | Роман Садовський             | Канада            | 240.38 | 15               | 80.25            | 13                               | 160.13                           |
| 15    | Володимир Літвінцев          | Азербайджан       | 233.31 | 13               | 83.10            | 17                               | 150.21                           |
| 16    | Адам Хаґара                  | Словаччина        | 232.62 | 18               | 78.33            | 15                               | 154.29                           |
| 17    | Андреас Нордебак             | Швеція            | 229.85 | 17               | 79.03            | 16                               | 150.82                           |
| 18    | Дай Дайвей                   | КНР               | 221.20 | 21               | 75.02            | 18                               | 146.18                           |
| 19    | Михайло Селевко              | Естонія           | 218.02 | 19               | 77.50            | 21                               | 140.52                           |
| 20    | Томас-Ловренс Гуаріно Сабате | Іспанія           | 217.48 | 22               | 74.89            | 20                               | 142.59                           |
| 21    | Тацуя Цубой                  | Японія            | 216.26 | 24               | 73.00            | 19                               | 143.26                           |
| 22    | Андрій Торгашев              | США               | 212.79 | 8                | 87.27            | 23                               | 125.52                           |
| 23    | Володимир Самойлов           | Польща            | 211.68 | 20               | 75.73            | 22                               | 135.95                           |
| 24    | Федір Куліш                  | Латвія            | 198.33 | 23               | 73.25            | 24                               | 125.08                           |
| 25    | Лев Вінокур                  | Ізраїль           | 72.84  | 25               | 72.84            | Не пройшли до довільної програми | Не пройшли до довільної програми |
| 26    | Хьон Гьом Кім                | Південна Корея    | 72.82  | 26               | 72.82            | Не пройшли до довільної програми | Не пройшли до довільної програми |
| 27    | Донован Каррільо             | Мексика           | 71.55  | 27               | 71.55            | Не пройшли до довільної програми | Не пройшли до довільної програми |
| 28    | Микита Старостін             | Німеччина         | 70.72  | 28               | 70.72            | Не пройшли до довільної програми | Не пройшли до довільної програми |
| 29    | Олександр Власенко           | Угорщина          | 70.25  | 29               | 70.25            | Не пройшли до довільної програми | Не пройшли до довільної програми |
| 30    | Ю Хсян Лі                    | Китайський Тайбей | 69.63  | 30               | 69.63            | Не пройшли до довільної програми | Не пройшли до довільної програми |
| 31    | Георгій Рештенко             | Чехія             | 68.61  | 31               | 68.61            | Не пройшли до довільної програми | Не пройшли до довільної програми |
| 32    | Едвард Епплебі               | Велика Британія   | 66.70  | 32               | 66.70            | Не пройшли до довільної програми | Не пройшли до довільної програми |
| 33    | Кирило Марсак                | Україна           | 64.37  | 33               | 64.37            | Не пройшли до довільної програми | Не пройшли до довільної програми |
| 34    | Ярі Кесслер                  | Хорватія          | 61.44  | 34               | 61.44            | Не пройшли до довільної програми | Не пройшли до довільної програми |
| 35    | Мауріціо Зандрон             | Австрія           | 60.87  | 35               | 60.87            | Не пройшли до довільної програми | Не пройшли до довільної програми |
| 36    | Олександр Златков            | Болгарія          | 55.28  | 36               | 55.28            | Не пройшли до довільної програми | Не пройшли до довільної програми |
| 37    | Семен Данілянц               | Вірменія          | 50.58  | 37               | 50.58            | Не пройшли до довільної програми | Не пройшли до довільної програми |
| 38    | Бурак Демірбоґа              | Туреччина         | 48.45  | 38               | 48.45            | Не пройшли до довільної програми | Не пройшли до довільної програми |
| 39    | Девід Левтон Брейн           | Монако            | 47.90  | 39               | 47.90            | Не пройшли до довільної програми | Не пройшли до довільної програми |

### Жіноче одиночне катання

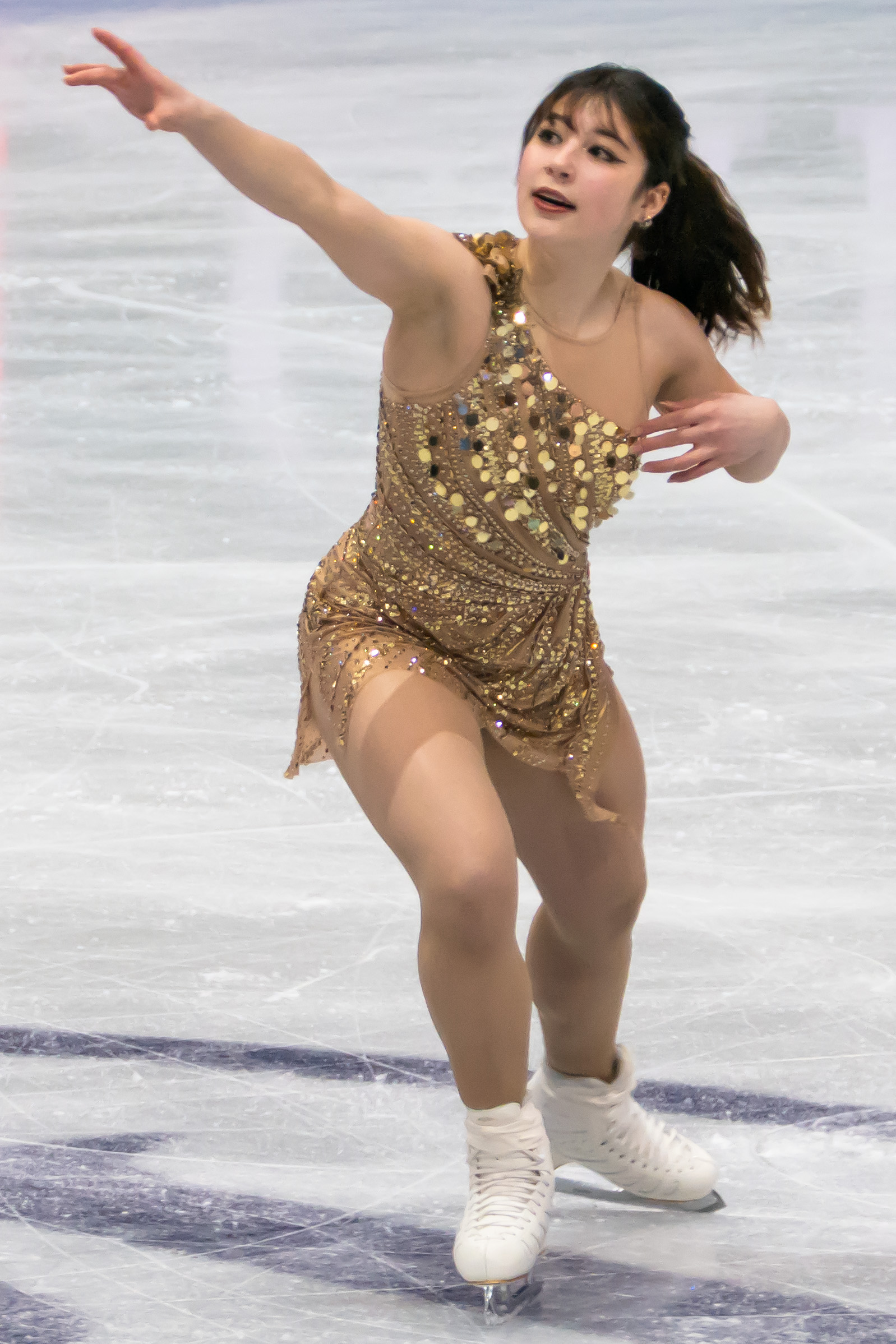
Чемпіонка світу серед жінок Аліса Лю

| Місце | Фігуристка         | Країна          | Бали   | Коротка програма | Коротка програма | Довільна програма                | Довільна програма                |
| ----- | ------------------ | --------------- | ------ | ---------------- | ---------------- | -------------------------------- | -------------------------------- |
| 1     | Аліса Лю           | США             | 222.97 | 1                | 74.58            | 1                                | 148.39                           |
| 2     | Каорі Сакамото     | Японія          | 217.98 | 5                | 71.03            | 2                                | 146.95                           |
| 3     | Моне Тіба          | Японія          | 215.24 | 2                | 73.44            | 3                                | 141.80                           |
| 4     | Ізабо Левіто       | США             | 209.84 | 3                | 73.33            | 5                                | 136.51                           |
| 5     | Ембер Гленн        | США             | 205.65 | 9                | 67.65            | 4                                | 138.00                           |
| 6     | Вакаба Хігуті      | Японія          | 204.58 | 4                | 72.10            | 6                                | 132.48                           |
| 7     | Ніна Пінзарроне    | Бельгія         | 199.43 | 8                | 67.74            | 7                                | 131.69                           |
| 8     | Ніна Петрикіна     | Естонія         | 196.67 | 12               | 65.58            | 8                                | 131.09                           |
| 9     | Хе Ін Лі           | Південна Корея  | 194.36 | 7                | 67.79            | 10                               | 126.57                           |
| 10    | Чхе Йон Кім        | Південна Корея  | 194.16 | 11               | 65.67            | 9                                | 128.49                           |
| 11    | Маделін Скізас     | Канада          | 190.79 | 6                | 69.18            | 11                               | 121.61                           |
| 12    | Кіммі Репонд       | Швейцарія       | 183.33 | 10               | 67.42            | 15                               | 115.91                           |
| 13    | Лара Накі Гутманн  | Італія          | 181.97 | 14               | 61.72            | 12                               | 120.25                           |
| 14    | Софія Самоделкіна  | Казахстан       | 181.36 | 13               | 63.58            | 13                               | 117.78                           |
| 15    | Лорін Шильд        | Франція         | 177.09 | 15               | 60.59            | 14                               | 117.31                           |
| 16    | Марія Сенюк        | Ізраїль         | 167.01 | 19               | 56.96            | 16                               | 110.14                           |
| 17    | Ольга Мікутіна     | Австрія         | 165.82 | 17               | 59.63            | 19                               | 106.19                           |
| 18    | Ліннеа Цедер       | Фінляндія       | 165.05 | 20               | 56.79            | 17                               | 108.71                           |
| 19    | Джулія Савтер      | Румунія         | 162.61 | 16               | 59.88            | 20                               | 102.73                           |
| 20    | Катерина Куракова  | Польща          | 162.49 | 21               | 55.52            | 18                               | 106.97                           |
| 21    | Александра Фейгін  | Болгарія        | 158.55 | 18               | 57.22            | 21                               | 101.33                           |
| 22    | Крістен Спроус     | Велика Британія | 153.75 | 22               | 55.10            | 22                               | 98.65                            |
| 23    | Лівія Кайзер       | Швейцарія       | 146.90 | 23               | 53.68            | 23                               | 93.22                            |
| 24    | Меда Варікояте     | Литва           | 139.81 | 24               | 50.98            | 24                               | 88.83                            |
| 25    | Наргіз Сулейманова | Азербайджан     | 50.97  | 25               | 50.97            | Не пройшли до довільної програми | Не пройшли до довільної програми |
| 26    | Ванеса Селмекова   | Словаччина      | 49.55  | 26               | 49.55            | Не пройшли до довільної програми | Не пройшли до довільної програми |
| 27    | Ан Сян'ї           | КНР             | 47.52  | 27               | 47.52            | Не пройшли до довільної програми | Не пройшли до довільної програми |
| 28    | Анастасія Губанова | Грузія          | 47.31  | 28               | 47.31            | Не пройшли до довільної програми | Не пройшли до довільної програми |
| 29    | Міа Ріса Гомес     | Норвегія        | 46.43  | 29               | 46.43            | Не пройшли до довільної програми | Не пройшли до довільної програми |
| 30    | Софія Степченко    | Латвія          | 45.93  | 30               | 45.93            | Не пройшли до довільної програми | Не пройшли до довільної програми |
| 31    | Сун А Юн           | Південна Корея  | 41.08  | 31               | 41.08            | Не пройшли до довільної програми | Не пройшли до довільної програми |
| 32    | Джулія Ловренчич   | Словенія        | 40.95  | 32               | 40.95            | Не пройшли до довільної програми | Не пройшли до довільної програми |
| 33    | Анастасія Гожва    | Україна         | 37.54  | 33               | 37.54            | Не пройшли до довільної програми | Не пройшли до довільної програми |

### Парне катання
| Місце | Пара                                       | Країна          | Бали   | Коротка програма | Коротка програма | Довільна програма                | Довільна програма                |
| ----- | ------------------------------------------ | --------------- | ------ | ---------------- | ---------------- | -------------------------------- | -------------------------------- |
| 1     | Ріку Міура / Рюїті Кіхара                  | Японія          | 219.79 | 1                | 76.57            | 2                                | 143.22                           |
| 2     | Мінерва Фабінне Ґасе / Микита Володін      | Німеччина       | 219.08 | 3                | 73.59            | 1                                | 145.49                           |
| 3     | Сара Конті / Нікколо Мачії                 | Італія          | 210.47 | 2                | 74.61            | 3                                | 135.86                           |
| 4     | Анастасія Метьолкіна / Лука Берулава       | Грузія          | 202.21 | 4                | 71.68            | 6                                | 130.53                           |
| 5     | Діанна Стеллато-Дудек / Максим Дешам       | Канада          | 199.76 | 7                | 67.32            | 5                                | 132.44                           |
| 6     | Аліса Єфімова / Міша Митрофанов            | США             | 199.29 | 9                | 63.70            | 4                                | 135.59                           |
| 7     | Еллі Кам / Денні О'Ши                      | США             | 195.38 | 5                | 68.61            | 7                                | 126.77                           |
| 8     | Марія Павлова / Олексій Святченко          | Угорщина        | 193.29 | 6                | 67.45            | 8                                | 125.84                           |
| 9     | Анастасія Голубева / Гектор Джотопулос Мур | Австралія       | 188.24 | 8                | 65.73            | 9                                | 122.51                           |
| 10    | Катерина Гейніш / Дмитро Чигирьов          | Узбекистан      | 183.01 | 11               | 62.33            | 10                               | 120.68                           |
| 11    | Лія Перейра / Треннт Мішо                  | Канада          | 179.50 | 10               | 63.28            | 13                               | 116.22                           |
| 12    | Анастасія Вайпан-Лоу / Лук Діґбі           | Велика Британія | 178.62 | 13               | 61.01            | 11                               | 117.61                           |
| 13    | Ребекка Ґіларді / Філіппо Амброзіні        | Італія          | 174.08 | 14               | 60.10            | 14                               | 113.98                           |
| 14    | Юлія Щетиніна / Мішель Возняк              | Польща          | 173.18 | 19               | 56.37            | 12                               | 116.81                           |
| 15    | Дарія Данилова / Мішель Циба               | Нідерланди      | 170.81 | 15               | 58.77            | 16                               | 112.04                           |
| 16    | Келлі Анн Лорен / Лукас Етьє               | Канада          | 169.55 | 12               | 62.30            | 18                               | 107.25                           |
| 17    | Софія Голіченко / Артем Даренський         | Україна         | 168.55 | 17               | 57.20            | 17                               | 111.35                           |
| 18    | Анніка Гокке / Роберт Кункел               | Німеччина       | 167.72 | 20               | 55.16            | 15                               | 112.56                           |
| 19    | Міланія Вяянянен / Філіппо Клерічі         | Фінляндія       | 155.81 | 16               | 57.82            | 20                               | 97.99                            |
| 20    | Оксана Вуйямоз / Том Бувар                 | Швейцарія       | 155.74 | 18               | 56.57            | 19                               | 99.17                            |
| 21    | Каміль Ковалев / Павло Ковалев             | Франція         | 54.07  | 21               | 54.07            | Не пройшли до довільної програми | Не пройшли до довільної програми |
| 22    | Юна Наґаока / Сумітада Моріґучі            | Японія          | 51.10  | 22               | 51.10            | Не пройшли до довільної програми | Не пройшли до довільної програми |
| 23    | Габріелла Іццо / Люк Майєрґофер            | Австрія         | 48.20  | 23               | 48.20            | Не пройшли до довільної програми | Не пройшли до довільної програми |

### Танці на льоду
| Місце | Танцюристи                                      | Країна          | Бали   | Ритм-танець | Ритм-танець | Довільний танець               | Довільний танець               |
| ----- | ----------------------------------------------- | --------------- | ------ | ----------- | ----------- | ------------------------------ | ------------------------------ |
| 1     | Медісон Чок / Еван Бейтс                        | США             | 222.06 | 1           | 90.18       | 1                              | 131.88                         |
| 2     | Пайпер Гіллес / Поль Пуар'є                     | Канада          | 216.54 | 2           | 86.44       | 2                              | 130.10                         |
| 3     | Лайла Фір / Льюїс Гібсон                        | Велика Британія | 207.11 | 3           | 83.86       | 6                              | 123.25                         |
| 4     | Шарлен Гіньяр / Марко Фаббрі                    | Італія          | 206.46 | 4           | 83.04       | 4                              | 123.42                         |
| 5     | Крістіна Каррейра / Ентоні Пономаренко          | США             | 204.88 | 6           | 81.51       | 5                              | 123.37                         |
| 6     | Олівія Смарт / Тім Дік                          | Іспанія         | 200.92 | 8           | 77.21       | 3                              | 123.71                         |
| 7     | Маржорі Лажуа / Закарі Лага                     | Канада          | 200.41 | 5           | 81.77       | 8                              | 118.64                         |
| 8     | Євгенія Лопарьова / Жоффре Бріссо               | Франція         | 194.63 | 9           | 76.74       | 9                              | 117.89                         |
| 9     | Керолайн Ґрін / Майкл Парсонс                   | США             | 192.47 | 7           | 77.51       | 11                             | 114.96                         |
| 10    | Діана Девіс / Гліб Смолкін                      | Грузія          | 190.50 | 14          | 73.22       | 10                             | 117.28                         |
| 11    | Джулія Турккіла / Маттіас Верслуйс              | Фінляндія       | 188.95 | 20          | 68.09       | 7                              | 120.86                         |
| 12    | Катерина Мразкова / Даніель Мразек              | Чехія           | 187.17 | 10          | 74.49       | 12                             | 112.68                         |
| 13    | Наталі Ташлерова / Філіп Ташлер                 | Чехія           | 185.66 | 13          | 73.29       | 13                             | 112.37                         |
| 14    | Юка Оріхара / Юхо Пірінен                       | Фінляндія       | 184.72 | 11          | 73.98       | 14                             | 110.74                         |
| 15    | Лоїсія Демужо / Тео Ле Мерсьє                   | Франція         | 181.51 | 15          | 72.62       | 15                             | 108.89                         |
| 16    | Дженніфер Янсе ван Ренсбург / Бенджамін Стеффан | Німеччина       | 179.33 | 12          | 73.35       | 17                             | 105.98                         |
| 17    | Фібе Беккер / Джеймс Ернандес                   | Велика Британія | 178.35 | 17          | 70.98       | 16                             | 107.37                         |
| 18    | Ханна Лім / Йе Куан                             | Південна Корея  | 177.31 | 16          | 72.04       | 18                             | 105.27                         |
| 19    | Холлі Харріс / Джейсон Чан                      | Австралія       | 174.78 | 18          | 69.84       | 19                             | 104.94                         |
| 20    | Алісія Фаббрі / Пол Айєр                        | Канада          | 170.88 | 19          | 68.95       | 20                             | 101.93                         |
| 21    | Еллісон Лінн Рід / Саулюс Амбрулевічус          | Литва           | 68.08  | 21          | 68.08       | Не пройшли до довільного танцю | Не пройшли до довільного танцю |
| 22    | Утана Йосіда / Масайя Моріта                    | Японія          | 67.69  | 22          | 67.69       | Не пройшли до довільного танцю | Не пройшли до довільного танцю |
| 23    | Вікторія Манні / Карло Ретлісбергер             | Італія          | 66.57  | 23          | 66.57       | Не пройшли до довільного танцю | Не пройшли до довільного танцю |
| 24    | Марія Ігнатьєва / Даниїл Семко                  | Угорщина        | 65.09  | 24          | 65.09       | Не пройшли до довільного танцю | Не пройшли до довільного танцю |
| 25    | Міла Рууд Рейтан / Микола Майоров               | Швеція          | 64.98  | 25          | 64.98       | Не пройшли до довільного танцю | Не пройшли до довільного танцю |
| 26    | Елізабет Ткаченко / Олексій Кіляков             | Ізраїль         | 63.64  | 26          | 63.64       | Не пройшли до довільного танцю | Не пройшли до довільного танцю |
| 27    | Марія Софія Пучерова / Микита Лисак             | Словаччина      | 62.32  | 27          | 62.32       | Не пройшли до довільного танцю | Не пройшли до довільного танцю |
| 28    | Каролан Сусісс / Шейн Фірус                     | Ірландія        | 58.68  | 28          | 58.68       | Не пройшли до довільного танцю | Не пройшли до довільного танцю |
| 29    | Зої Ларсон / Андрій Карпан                      | Україна         | 57.75  | 29          | 57.75       | Не пройшли до довільного танцю | Не пройшли до довільного танцю |
| 30    | Джина Зендер / Беда Леон Зібер                  | Швейцарія       | 57.07  | 30          | 57.07       | Не пройшли до довільного танцю | Не пройшли до довільного танцю |
| 31    | Рен Цзюньфей / Сін Цзянін                       | КНР             | 56.05  | 31          | 56.05       | Не пройшли до довільного танцю | Не пройшли до довільного танцю |
| 32    | Челсі Верхаґ / Шерім ван Ґеффен                 | Нідерланди      | 54.78  | 32          | 54.78       | Не пройшли до довільного танцю | Не пройшли до довільного танцю |
| 33    | Саманта Ріттер / Данило Брикалов                | Азербайджан     | 52.30  | 33          | 52.30       | Не пройшли до довільного танцю | Не пройшли до довільного танцю |
| 34    | Софія Довгаль / Віктор Кулеша                   | Польща          | 51.87  | 34          | 51.87       | Не пройшли до довільного танцю | Не пройшли до довільного танцю |
| 35    | Катаріна Дель Камп / Берк Акалін                | Туреччина       | 50.24  | 35          | 50.24       | Не пройшли до довільного танцю | Не пройшли до довільного танцю |
| 36    | Ангеліна Кудрявцева / Ілля Каранкевич           | Кіпр            | 49.63  | 36          | 49.63       | Не пройшли до довільного танцю | Не пройшли до довільного танцю |